# Larned (Kansas)
Larned è un comune degli Stati Uniti d'America, situato nello Stato del Kansas, nella contea di Pawnee, della quale è anche il capoluogo.